# انسان پکن
فسیل‌های انسان پکن در دهه بیست میلادی در غاری در نزدیکی شهر پکن در چین پیدا شد. انسان پکن نمونه‌ای از انسان راست‌قامت است که حدود ۶۸۰ تا ۷۸۰ هزار سال پیش می‌زیسته است.